# 海峰棋院
海峰棋院是臺灣一個以推廣圍棋為宗旨的機構，成立於1998年，成立之初以「財團法人海峰文教基金會」為名，後併入「財團法人培生文教基金會」，並改制為海峰棋院。
海峰棋院為目前臺灣舉辦職業圍棋賽事的主要單位，海峰棋院目前主辦或承辦的職業賽包含名人賽、棋王賽、友士盃十段賽、海峰盃職業圍棋賽、快棋爭霸戰、新人王賽、女子圍棋最強戰。除了職業賽之外，海峰棋院還有舉辦業餘圍棋賽事，以及培訓職業棋士的精銳隊與道場等活動。2024年3月，海峰棋院承接台灣棋院所有業務。

## 沿革
海峰棋院最初由熱愛圍棋的企業家林文伯，於1998年捐助新臺幣3,000萬元成立「財團法人海峰文教基金會」，由林海峰擔任首任董事長，以推廣圍棋活動。由於基金會舉辦職業與業餘賽事，需要大量金錢與人力，特別是舉辦職業賽事，基金會規模顯然不足，而後「財團法人海峰文教基金會」併入林文伯家族等:76捐助的另一個規模較大（新臺幣6.48億元），以推廣特殊教育為宗旨的「財團法人培生文教基金會」。「財團法人海峰文教基金會」改制為「海峰棋院」，成為「財團法人培生文教基金會」的轄下機構。
2024年2月20日，林文伯接受台灣棋院基金會董事長翁明顯提出的接管協議；並於2024年3月起承接台灣棋院業務，包括院生培訓、段位制度、國際賽事聯繫窗口，及主辦賽事（天元賽、國手賽、中環碁聖賽）等，將全權交由海峰棋院辦理。海峰棋院院長林敏浩表示，承接台灣棋院所有業務後，期盼能發揮團結力量，讓台灣圍棋有更全面發展。未來沿用台灣棋院的院生制度、職業制度等，雖然改變很大，但希望不要造成選手的影響。

## 圍棋推廣活動

### 職業賽
海峰棋院目前主辦或承辦臺灣多個職業圍棋賽，包括名人賽、棋王賽、友士盃十段賽、海峰盃職業圍棋賽、快棋爭霸戰、新人王賽、女子圍棋最強戰。

### 業餘賽
海峰棋院目前主辦或承辦臺灣多個業餘圍棋賽，包括全國女子圍棋公開賽、海峰盃全國長青圍棋賽、全國大學生圍棋十傑賽等。

### 精銳隊與道場
為精進臺灣職業圍棋能量，海峰棋院設置精銳隊與道場，精銳隊成立於2015年，集合臺灣職業圍棋精銳棋士，通過密集訓練以提升戰力，並進軍國際賽；道場成立於2013年，以培養年輕新秀進入職業圍棋領域。

## 外部連結
- 海峰棋院官方網站 （页面存档备份，存于）